# Oboè de cacera
L'oboè de cacera, de l'italià oboe da caccia és un instrument aeròfon de llengüeta doble, classificat de vent fusta, afinat una quinta per sota de l'oboè, en un registre semblant al del corn anglès; de la família de l'oboè té unes característiques particulars que el diferencien dels altres tipus com el tronc corbat i que acaba amb una campana de bronze.
Inventat les primeres dècades del segle xviii, fou utilitzat principalment en l'època barroca i Bach en fou el gran divulgador en algunes de les seves cantates com, per exemple,  BWV 1,  BWV 46,  BWV 167 i  BWV 179. Posteriorment, caigué en desús fins que en el segle XX es recuperà dins del moviment d'interpretació seguint criteris històrics amb instruments originals, encapçalat per Gustav Leonhardt i Nikolaus Harnoncourt entre d'altres.